# جيفري جوست
جيفري جوست (بالإنجليزية: Jeffrey Jost)‏ هو متزلج جماعي أمريكي، ولد في 2 يناير 1948 في نيويورك في الولايات المتحدة.

## وصلات خارجية
- جيفري جوست على موقع أوليمبيديا (الإنجليزية)